# Avenue Henri-Barbusse (Bagneux)
Pour les articles homonymes, voir Avenue Henri-Barbusse.
L’avenue Henri-Barbusse est une voie de communication de Bagneux dans les Hauts-de-Seine,.

## Situation et accès

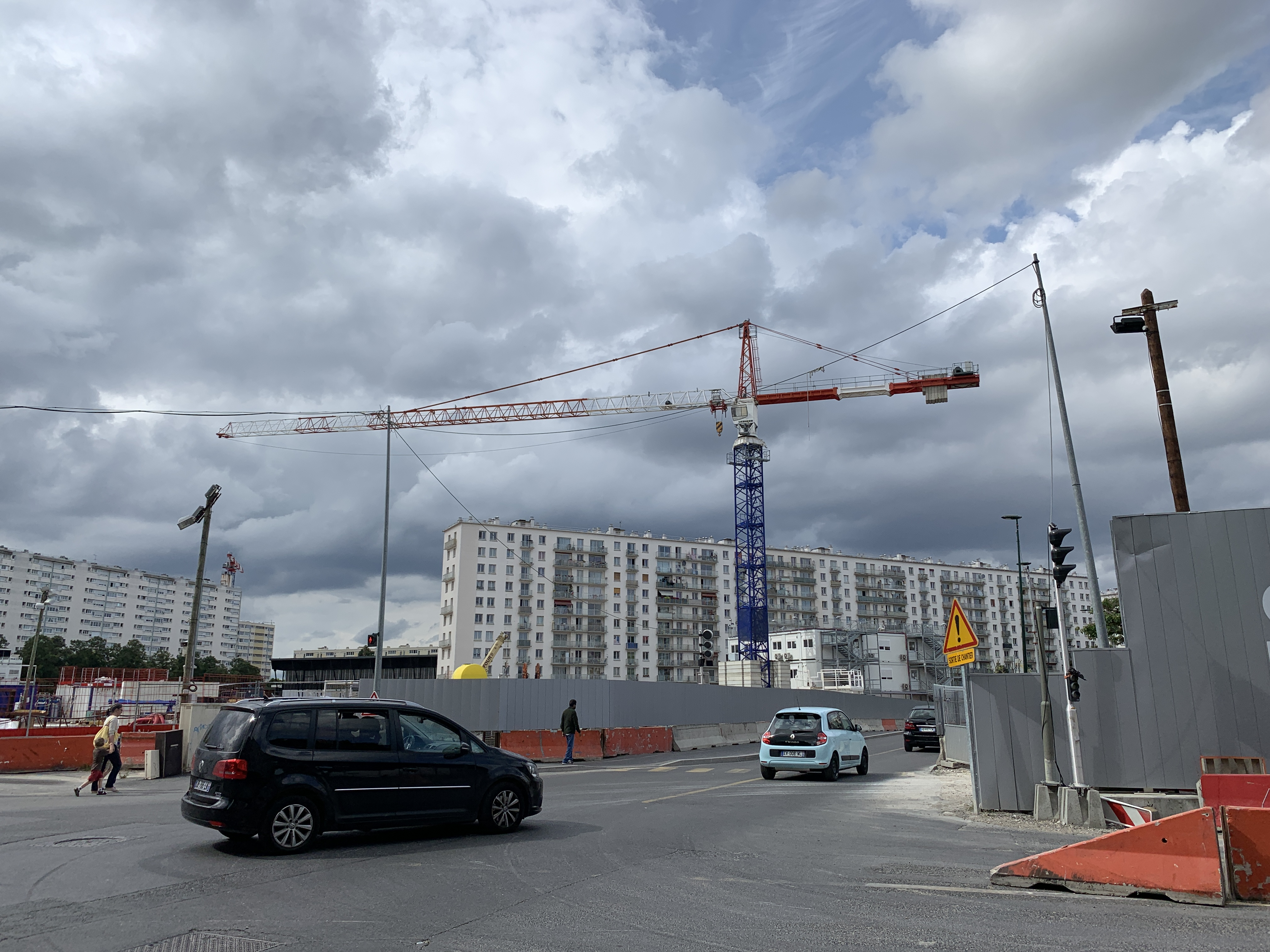
Les travaux du métro, en 2021.

Commençant à la route départementale 77A, à l'intersection de l'avenue Gabriel-Péri et de la rue des Meuniers, elle croise notamment la rue de Verdun, et se termine au rond-point des Martyrs-de-Châteaubriant, où convergent l'avenue Victor-Hugo et l'avenue Louis-Pasteur.
Elle est desservie par la station de métro Bagneux - Lucie Aubrac de la ligne 4 du métro de Paris, et de la ligne 15 du futur métro du Grand Paris Express.

## Origine du nom
Elle est nommée en l'honneur de l'écrivain Henri Barbusse (1873-1935).

## Historique
Cette voie de circulation s'appelait jadis chemin de la Madeleine, ancien chemin rural remblayé en mâchefer. La Madeleine était un lieu-dit de Bagneux; l'allé de la Madeleine et la résidence Madeleine en conservent la trace.
Les travaux d'extension du métro ont entraîné la destruction de plusieurs immeubles datant des années 1960.

## Bâtiments remarquables et lieux de mémoire

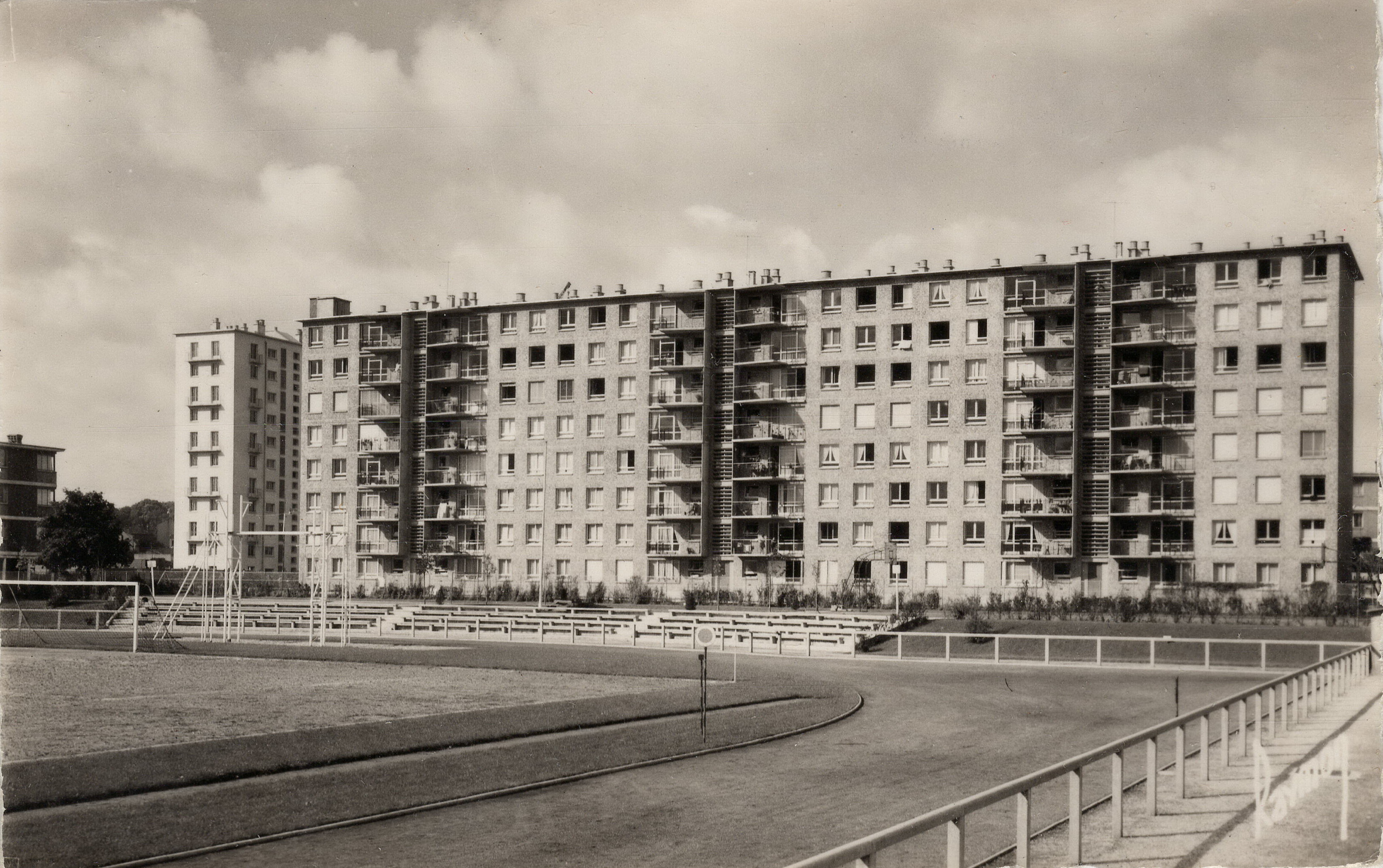
Le stade René-Rousseau, Bagneux.

- Cité du Champ des Oiseaux, construite par les architectes Eugène Beaudouin et Marcel Lods[9].
- Stade René-Rousseau[10].
- Première pagode Khánh-Anh, lieu de culte bouddhiste créé par le Vénérable Thích Minh Tâm, avant la construction de la pagode Khánh-Anh d'Evry[11],[12].
- Stèle à la mémoire des fusillés de Châteaubriant[13].
- Église Sainte-Monique de Bagneux, construite entre 1954 et 1963.